# Мемуаротерапия
Мемуаротерапия — метод психологической реабилитации и мотивирования жизненной активности пожилых людей, представляющий собой сочетание элементов биографического метода Роберто Ассаджоли и интеллектуальной трудотерапии. Предложен и сформулирован Я.Л. и М.Я. Либерманами и основан на комплексном информационном воздействии на пациента его собственных воспоминаний и дополнительных сведений документального характера, почерпываемых из архивных материалов, газет, дневников и т.д. Осуществляется путём создания художественно-публицистического произведения в жанре мемуаров, в процессе чего происходит: переосмысление пациентом личной жизни и его Я в контексте взаимодействия с «другими» и окружающим миром, сопровождающееся душевной разрядкой (катарсисом); отвлечение пациента от негативных сиюминутных психологических и физиологических проблем на, как ему представляется, общественно значимую работу; некоторая компенсация страха смерти, обусловленная своего рода «закреплением» жизни пациента в его труде.
Мемуаротерапия является эффективным средством снижения уровня тревоги/депрессии у пациентов преимущественно с устойчивой психикой. Для пациентов с неустойчивой психикой или находящейся на грани устойчивости её применение может дать как положительный, так и отрицательный результат. Вместе с тем, эффективность мемуаротерапии зависит не только от устойчивости психики пациента как внутреннего фактора, но и от внешних условий: от того, насколько в данное время и в данной среде позволительно выражать в мемуаре свои чувства; какие границы допустимой правдивости мемуаров; от степени уверенности пациента в том, что его правильно поймут.